# Kent (Minnesota)
Kent è un comune degli Stati Uniti d'America, situato nello Stato del Minnesota, nella Contea di Wilkin.